# Kosmos 1074
Kosmos 1074 war die Tarnbezeichnung für einen unbemannten Testflug des sowjetischen Raumschiffs Sojus 7K-ST. Offizielle Aufgabe war die Erforschung der oberen Atmosphäre und des Weltalls.

## Missionsüberblick
Die Mission Kosmos 1074 war ein weiterer Testflug des Sojus-Raumschiffs 7K-ST (Sojus-T), das als Zubringer für die Saljut-Stationen fungieren sollte.